# Barby
Barby er en by i Salzlandkreis i den tyske delstat Sachsen-Anhalt. Byen er administrationsby i Verwaltungsgemeinschaft Elbe-Saale, som også omfatter ti andre kommuner.

## Geografi
Tæt ved byn løber floden Saale ud i Elben. Byen udgør vestgrænsen til det store UNESCO Biosfærereservat Mittelelbe. Nordvest og sydøst for byen ligger der søer, dannet vet tidligere grusudvinding.